# حزب النهضة الوطنية
حزب النهضة الوطنية (بالفرنسية: Parti de la Renaissance Nationale)‏ هو حزب سياسي في بوركينا فاسو.

## التاريخ
في الانتخابات التشريعية في 5 مايو 2002، فاز الحزب بنسبة 2.7٪ من الأصوات الشعبية و4 من أصل 111 مقعدًا. في الانتخابات الرئاسية في 13 نوفمبر 2005، فاز مرشحه لوران بادو بنسبة 2.6٪ من الأصوات الشعبية. في الانتخابات البرلمانية لعام 2007، فاز الحزب بمقعد واحد.